# Perkebunan Teluk Dalam
Perkebunan Teluk Dalam is een bestuurslaag in het regentschap Asahan van de provincie Noord-Sumatra, Indonesië. Perkebunan Teluk Dalam telt 2076 inwoners (volkstelling 2010).